# Ghiacciaio Russell orientale
Il ghiacciaio Russell orientale (in inglese Russell East Glacier) è un ghiacciaio lungo circa 11 km e largo 6, situato sulla costa orientale della penisola Trinity, nella parte settentrionale della Terra di Graham, in Antartide. Il ghiacciaio, il cui punto più alto si trova 265 m s.l.m., fluisce in direzione est a partire dal monte Canicula, all'estremità settentrionale dell'altopiano Detroit, scorrendo lungo il versante meridionale delle cime Erul, fino a entrare nella cala Smokinya, sulle coste del canale del Principe Gustavo. Assieme al ghiacciaio Russell occidentale, che fluisce verso ovest, questo ghiacciaio crea una depressione ghiacciata che attraversa l'estremità settentrionale della Penisola Antartica.

## Storia
Il ghiacciaio Russell orientale fu esplorato e mappato dal British Antarctic Survey, che all'epoca si chiamava ancora Falkland Islands and Dependencies Survey (FIDS), nel 1946 e fu quindi così battezzato dal Comitato britannico per i toponimi antartici in onore di V.I. Russell, un ricognitore capo del FIDS di base alla baia Speranza nel 1946.